# 城市售票網

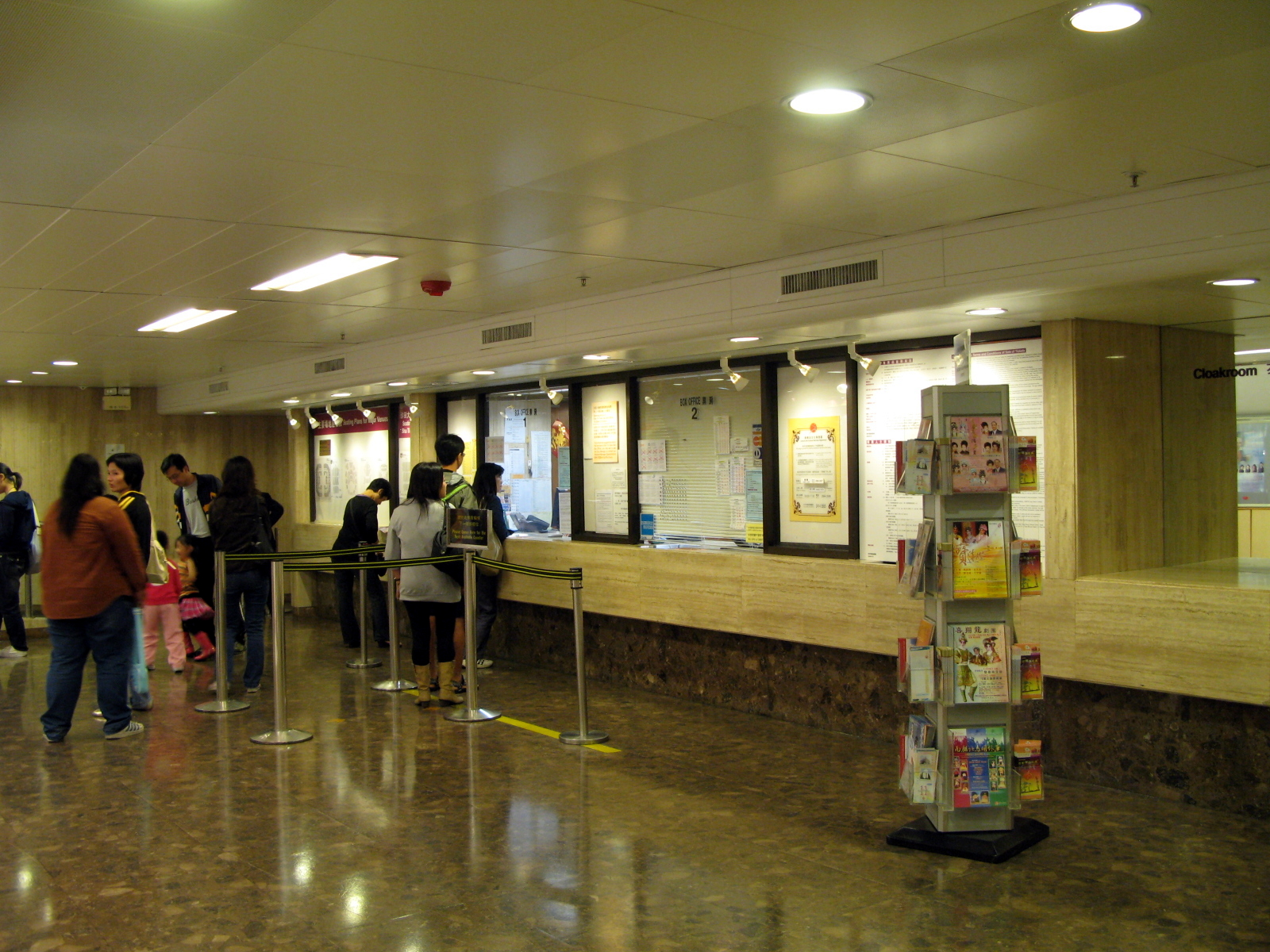
城市電腦售票網位於沙田大會堂售票處

城市售票網（英語：Urban Ticketing System，簡稱URBTIX）是康樂及文化事務署屬下的一個電腦化香港文娛樂節目售票網絡。為香港最主要的演唱會、文化及體育活動門票銷售渠道。共有40個售票處，並提供電話、網上購票及票務查詢服務。

## 歷史
城市電腦售票網於1984年由市政局及區域市政局合組而成，以電腦聯網形式在全香港多個地點發售門票，令購票者更為方便。1995年曾把電腦系統功能進行提升。兩個市政局於2000年解散後，改由康樂及文化事務署負責管理。在2005年至2006年度，城市電腦售票網的售票量為440萬張。
在2006年，康樂及文化事務署為城市電腦售票網更新售票系統，由購票通（香港）有限公司負責工程，並於10月9日正式啟用。
2014年，城市電腦售票網推出手機應用程式，並改名為城市售票網。

## 訂票途徑
- 信用卡電話購票
- 網上購票

## 票務查詢及客戶服務
電話：(852)3166 1100 (辦公時間:星期一至日(包括公眾假期)上午十時至晚上八時)

## 電話購票
電話: (852) 3166 1288 (辦公時間:星期一至日(包括公眾假期)上午十時至晚上八時)
所有節目均接受信用卡電話購票，由門票開始發售當日起直至演出前一小時停止。
手續費：每張訂購門票港幣8元，不設每次交易手續費上限（手續費不設退款）。

## 自助取票服務

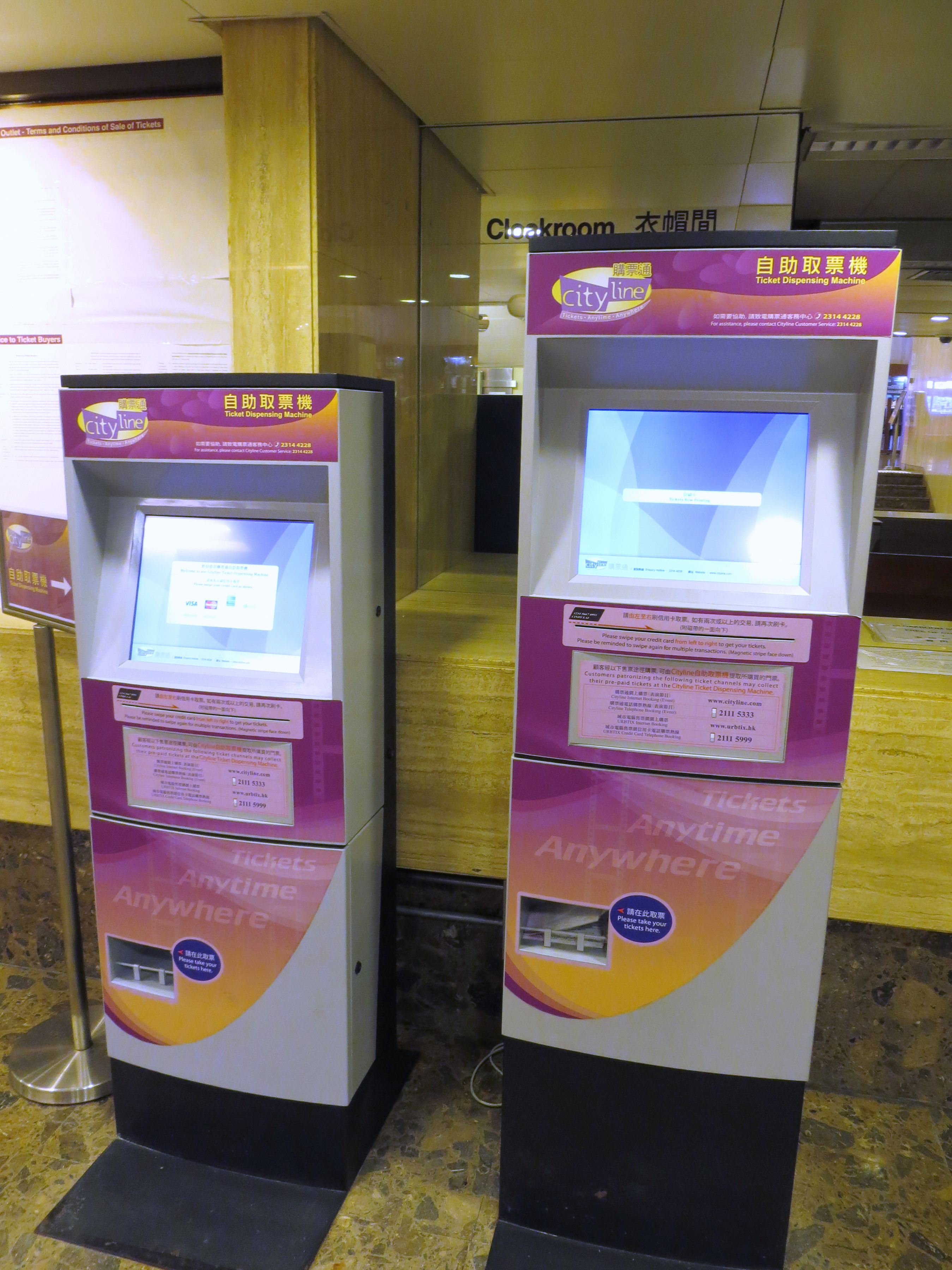
兩部設於沙田大會堂內的購票通自助取票機。

購票者可選擇在設於向城市電腦售票處之自助取票機，憑交易時所使用的信用卡領取經網上或電話訂購的門票。節目演出前七天內經網上或電話訂購的門票，只提供自助取票機領票服務。

## 售票處地址

### 香港島

#### 政府場地、公營或非公營機構
- 香港大會堂（低座）
- 西灣河文娛中心
- 上環文娛中心
- 伊利沙伯體育館
- 青年廣場
- 香港藝術中心

#### 通利琴行
- 香港仔分行
- 銅鑼灣分行
- 灣仔分行
- 西環分行

### 九龍區

#### 政府場地、公營或非公營機構
- 香港體育館
- 高山劇場
- 香港兆基創意書院
- 牛池灣文娛中心
- 香港文化中心（演藝大樓）
- 賽馬會創意藝術中心

#### 通利琴行
- 紅磡分行
- MegaBox分行
- 尖沙咀分行
- 奧海城分行

### 新界及香港離島

#### 政府場地、公營或非公營機構
- 亞洲國際博覽館
- 沙田大會堂
- 北區大會堂
- 大埔文娛中心
- 葵青劇院
- 荃灣大會堂
- 屯門大會堂
- 元朗劇院

#### 通利琴行
- 沙田分行
- 大埔分行
- 青衣分行
- 荃灣綠楊坊分行
- 將軍澳分行
- 元朗分行
- 屯門分行

### 演唱會門票售票事項
演唱會門票（主要於香港體育館舉行）通常於公開發售首天，不設售票處及自助取票機出售門票；而個別受市民歡迎的演唱會（例如：跨年演唱會），所有場次均不設售票處及自助取票機出售門票

## 外部連結
- 官方网站
- 城市售票網 - 購票方法 （页面存档备份，存于） - 康文署
- 購票人士須知 （页面存档备份，存于）

## 資料來源
- 新城市電腦售票網投入服務 香港政府新聞網